# Banjarnegara (Pulosari)
Banjarnegara is een bestuurslaag in het regentschap Pandeglang van de provincie Banten, Indonesië. Banjarnegara telt 2502 inwoners (volkstelling 2010).